# 渡邊直人
渡邊 直人（わたなべ なおと、1955年8月19日 - ）は、日本の実業家。株式会社王将フードサービス代表取締役社長。

## 人物・経歴
大阪府出身。1979年桃山学院大学経済学部卒業、王将チェーン入社。2004年取締役に昇格。2008年常務取締役。王将社長射殺事件で殺害された大東隆行の後任として2013年から代表取締役社長を務め、事件の影響で客数が減少するなどしたなか、王将大学や王将調理道場を新設し社員教育体制の強化を進めた。